# لا بلين دي بالميست
لا بلين دي بالميست (بالفرنسية: La Plaine-des-Palmistes)‏ هي بلدية في لا ريونيون.